# Bourg-Beaudouin
 Bourg-Beaudouin  (pronounced "bōōûrk-a-bûrrkdin") là một xã thuộc tỉnh Eure trong vùng Normandie miền bắc nước Pháp.